# گندآب (خدابنده)
گنداب روستایی از توابع(بخش افشار)(شهرستان خدابنده) در (استان زنجان) ایران است.

## جمعیت
این روستا در دهستان قشلاقات افشار قرار دارد و براساس سرشماری مرکز آمار ایران در سال ۱۳۸۵، جمعیت آن300 نفر (۴۵خانوار) بوده‌است.